# Pseudoctenochira octolineata
Pseudoctenochira octolineata es una especie de insecto coleóptero de la familia Chrysomelidae.
Fue descrita científicamente en 1926 por Spaeth.